# Эннауи, София
София Эннауи (пол. Sofia Ennaoui; араб. صوفيا الناوي‎; род. 30 августа 1995, Бен-Герир, Марокко) — польская легкоатлетка, специализирующаяся в беге на средние дистанции. Бронзовый призёр чемпионата Европы в помещении 2017 года в беге на 1500 метров. Чемпионка Европы по кроссу среди молодёжи (2016). Трёхкратная чемпионка Польши. Участница летних Олимпийских игр 2016 года.

## Биография
Отец Софии — марокканец, мать — из Польши. Родившись в Бен-Герире, уже в возрасте полутора лет вместе со старшим братом переехала на родину матери — причиной послужил развод родителей. Выросла в Липянах, где и начала заниматься лёгкой атлетикой. Изначально хотела выступать в спринте, но тренеру Войцеху Шиманяку удалось убедить Софию, что у неё больше перспектив в беге на средние дистанции.
После первых юниорских успехов (серебро чемпионата Европы для спортсменов до 20 лет и чемпионата Европы по кроссу) получила предложение выступать за Марокко, но отказалась от него.
В 2015 году впервые обратила на себя внимание, в 19 лет выиграв зимний чемпионат Польши на дистанции 1500 метров, а затем финишировав на шестом месте на чемпионате Европы в помещении в беге на 3000 метров. На чемпионате мира по эстафетам стала двукратным призёром и рекордсменом страны. Дошла до полуфинала мирового первенства на дистанциях 800 и 1500 метров.
В 2016 году на этапе Бриллиантовой лиги в Париже установила личный рекорд в беге на 1500 метров, 4.01,00. Участвовала в этой дисциплине на Олимпийских играх в Рио-де-Жанейро, где пробилась в финал и заняла 10-е место.
Выиграла золотую медаль на чемпионате Европы по кроссу — 2016, став первой в молодёжном забеге (до 23 лет).
На чемпионате Европы в помещении 2017 года добилась первой взрослого успеха в своей карьере. София уступила только британке Лоре Мьюр и немке Констанце Клостерхальфен и стала бронзовым призёром в беге на 1500 метров.

## Основные результаты
| Год  | Турнир                                    | Место проведения          | Дисциплина               | Место       | Результат |
| ---- | ----------------------------------------- | ------------------------- | ------------------------ | ----------- | --------- |
| 2011 | Чемпионат мира среди юношей               | Лилль, Франция            | 800 м                    | 33-е (заб.) | 2.14,73   |
| 2012 | Чемпионат мира среди юниоров              | Барселона, Испания        | 1500 м                   | 10-е        | 4.15,23   |
| 2013 | Чемпионат мира по кроссу среди юниоров    | Быдгощ, Польша            | кросс 6 км               | 26-е        | 19.45     |
| 2013 | Чемпионат Европы среди юниоров            | Риети, Италия             | 1500 м                   | 2-е         | 4.20,20   |
| 2013 | Чемпионат Европы по кроссу среди юниоров  | Белград, Сербия           | кросс 4 км               | 2-е         | 13.16     |
| 2014 | Чемпионат мира среди юниоров              | Юджин, США                | 1500 м                   | 5-е         | 4.13,06   |
| 2014 | Чемпионат мира среди юниоров              | Юджин, США                | 3000 м                   | —           | DNF       |
| 2015 | Чемпионат Европы в помещении              | Прага, Чехия              | 3000 м                   | 6-е         | 8.56,77   |
| 2015 | Чемпионат мира по эстафетам               | Нассау, Багамские Острова | эстафета 4×800 м         | 2-е         | 8.11,36   |
| 2015 | Чемпионат мира по эстафетам               | Нассау, Багамские Острова | шведская эстафета 4000 м | 3-е         | 10.45,32  |
| 2015 | Командный чемпионат Европы                | Чебоксары, Россия         | 3000 м                   | 1-е         | 9.20,39   |
| 2015 | Чемпионат Европы среди молодёжи           | Таллин, Эстония           | 1500 м                   | 2-е         | 4.04,90   |
| 2015 | Чемпионат мира                            | Пекин, Китай              | 800 м                    | 18-е (1/2)  | 2.00,11   |
| 2015 | Чемпионат мира                            | Пекин, Китай              | 1500 м                   | 17-е (1/2)  | 4.16,70   |
| 2016 | Чемпионат Европы                          | Амстердам, Нидерланды     | 1500 м                   | 7-е         | 4.34,84   |
| 2016 | Олимпийские игры                          | Рио-де-Жанейро, Бразилия  | 1500 м                   | 10-е        | 4.14,72   |
| 2016 | Чемпионат Европы по кроссу среди молодёжи | Кья, Италия               | кросс 6 км               | 1-е         | 19.21     |
| 2017 | Чемпионат Европы в помещении              | Белград, Сербия           | 1500 м                   | 3-е         | 4.06,59   |